# Cmentarz mennonicki w Skierdach

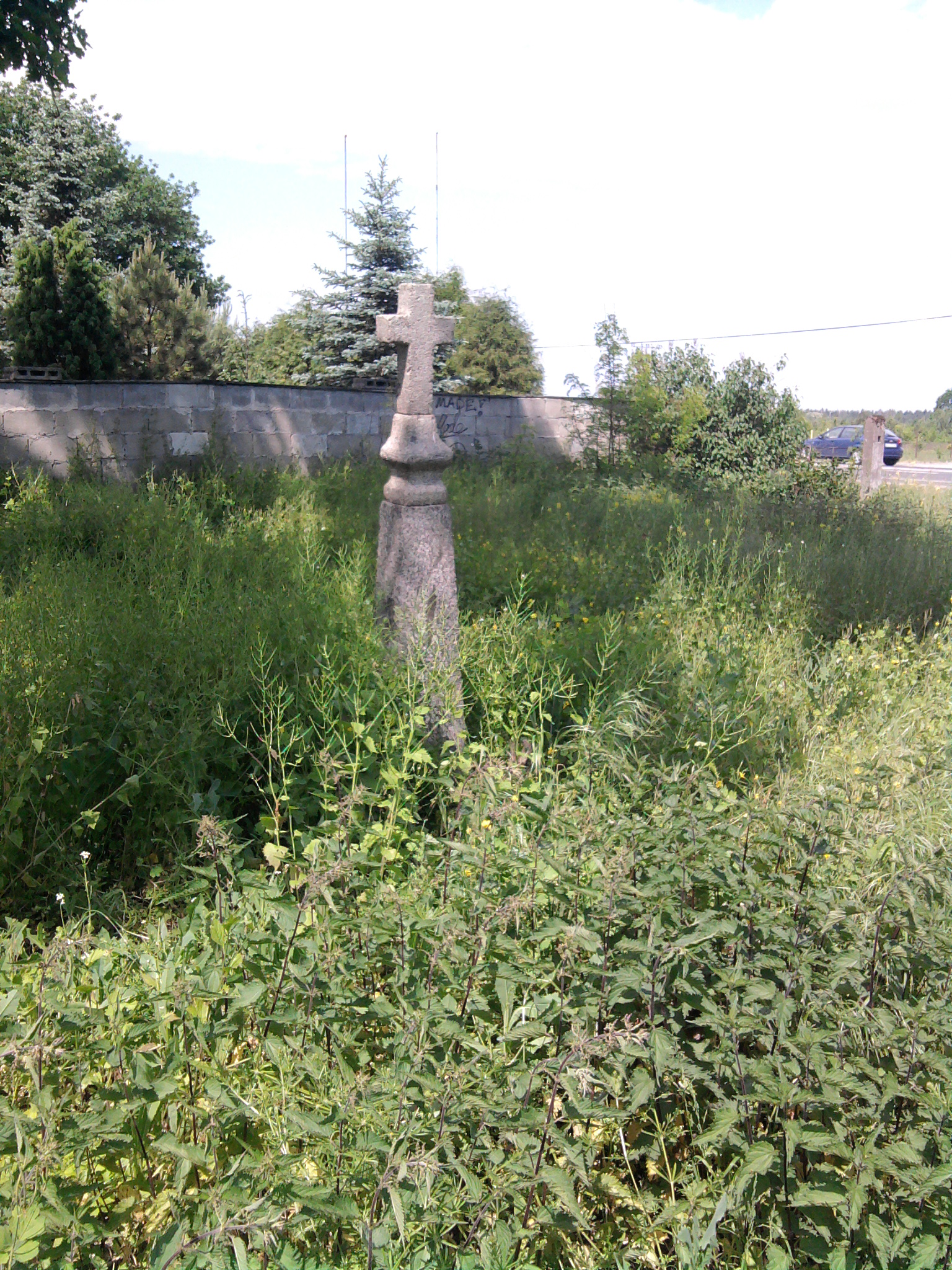
Cmentarz mennonicki w Skierdach (stan w 2011)

Cmentarz mennonicki w Skierdach – nekropolia mennonitów położona we wsi Skierdy przy skrzyżowaniu ulic Modlińskiej i Nadwiślańskiej.
Cmentarz jest związany z historią osadników olęderskich wyznania mennonickiego, którzy założyli Skierdy pod koniec XVIII wieku. W miejscowości znajdowała się także kaplica mennonicka.
O cmentarzu tym znawca zabytków powiatu legionowskiego Jacek Szczepański pisze następująco: „Pamiątką po dawnych kolonistach są resztki cmentarza mennonickiego położone przy skrzyżowaniu ulic Modlińskiej i Nadwiślańskiej. W ostatnich latach został on starannie oczyszczony z dzikiej zieleni. Dzięki temu wyeksponowano tu 7 ocalałych, historycznych nagrobków, z których najstarszy pochodzi z 2. poł. XIX w. Uwagę zwraca także niewielka płyta z 1875 r., upamiętniająca 6-letnią Olgę Nippert, córkę armatora z Gdańska. Z początku XX w. zachowała się przewrócona tablica Alwiny Abram Gatzke (1888–1928), która zmarła in Skerdy. W tym samym roku pochowano tu Roberta Hinkielmana, o czym przypomina cementowy nagrobek. Na cmentarzu możemy obejrzeć oryginalne słupki bramne i ogrodzenia, rosną tu także 3 pomnikowe dęby.”